# ميرفي ديزدار
ميرفي ديزدار هي ممثلة تركية ولدت في (25 يونيو 1986) .

## الحياة الشخصية
ولدت ميرفي ديزدار في إزمير تخرجت من كلية الفنون الجميلة بجامعة كاناكالي قسم التمثيل، ثم حصلت على درجة الماجستير في التمثيل في جامعة قادر هاس .

## الحياة الفنية
بدأت حياتها المهنية في التمثيل في المسرح مع سيمافير كومبانيا ولاحقًا في مسرح كرافت. أثناء مشاركتها في العديد من المسرحيات ، شاركت أيضًا في مشاريع تلفزيونية وعملت كمقدمة لبرامج الأطفال.

### أعمالها
- طريق المؤمنين (جوليزار / ديميت) (فيلم) 2011
- أحلام اليقظة (صليحة) 2012
- عالم البشر 2012
- في ياستيك (يليز جيلين) 2013
- التسعينيات(سيلين) 2013
- مانديرا فيلسوف (فيلم) 2013
- خمسة أشقاء (فاطمة) 2014
- الأزهار الحزينة (إيريم) 2015
- سحلية (إيريم) 2015
- الصف المجنون في الجامعة (أوزجي)
- لا يعقل 2 (بوكيت) (فيلم) 2016
- وجوه – الذنوب الكبيرة (نهال) 2017
- أنت وطني (إفسون) 2017
- عشق واحد وحياتان (سيما يسار) (فيلم) 2019
- الطبيب المعجزة (داملا) 2020
- حرب السلفات (جيزام) (فيلم) 2020
- شقة الابرياء (غولبن) 2020

## روابط خارجية
ميرفي ديزدار على موقع قاعدة بيانات الأفلام على الإنترنت